# Ботта-Адорно, Якоб
Маркиз Якоб фон Ботта-Адорно (собственно: Джакомо Джованни-Баттиста Ботта д’Адорно; итал. Giacomo Giovanni Battista marchese Botta d'Adorno; 1729[…], Кремона, Кремона — 17 января 1803, Брно, Земли Чешской короны) — австрийский (священно-римский) фельдмаршал (1790). 

## Биография
Родился в 1729 году в итальянской Кремоне в аристократической семье. Был одним из 13 детей (один из его братьев — Йозеф (Джузеппе; 1725–1799) стал генерал-майором). Племянник австрийского фельдмаршала Отто Ботта-Адорно (1688–1774). В возрасте 16 лет поступил офицером в австрийскую армию, в составе которой принял участие в Войне за австрийское наследство. В конце войны (1748) — лейтенант. 
В дальнейшем быстро продвигался по служебной лестнице (1755 — майор, 1757  — подполковник, 1758 — полковник; кроме того, был пожалован в камергеры. Ботта-Адорно участвовал в Семилетней войне в качестве командира 29-го пехотного полка. За отличие в Колинском сражении был награждён кавалерским (рыцарским) крестом ордена Марии Терезии.  С 1760 года — генерал-майор, с 1767 года — фельдмаршал-лейтенант (генерал-лейтенант).
В 1773 и 1774–1775 годах, во время отсутствия фельдмаршала Лаудона, Ботта-Адорно дважды исполнял обязанности командующего австрийскими войсками в Моравии. Во время Войны за баварское наследство ему было поручено командование армейским корпусом, предназначенным для обороны Моравии и Силезии. С 1784 по 1798 год возглавлял все австрийские войска в Силезии и Моравии, имея своей штаб-квартирой современный чешский город Брно. С 1785 года — фельдцейхмейстер (полный генерал), с 1790 года — фельдмаршал. В 1798 году был назначен почётным шефом 1-го пехотного полка.
В 1798 году вышел в отставку по возрасту и остался жить в Брно, где в 1803 году и умер.